# بيرسي (إزار)
بيرسي هي بلدية في إزار في جنوب شرق فرنسا.